# Рохі
Рохі (груз. როხი) — село в Грузії.
За даними перепису населення 2014 року в селі проживає 1667 особа.